# Final Resolution 2013
Final Resolution 2013 è stata la decima edizione prodotta dalla Total Nonstop Action Wrestling (TNA) e la prima a non essere trasmessa in pay-per-view. L'evento si è svolto il 3 dicembre 2013 presso la Impact Wrestling Zone di Orlando in Florida ed è stato trasmesso il 19 dicembre dall'emittente Spike TV.
Durante l'episodio sono stati rivelati anche i contenuti delle valigette del Feast or Fired:
- Zema Ion, la valigetta da lui vinta (2) conteneva la possibilità di sfidare il campione X Division
- Gunner, la valigetta da lui vinta (1) conteneva la possibilità di sfidare il campione del mondo
- Ethan Carter III, la valigetta da lui vinta (3) conteneva la possibilità di sfidare i campioni del mondo di Tag Team
- Chavo Guerrero Jr., la valigetta da lui vinta (4) conteneva il licenziamento

## Risultati
| # | Match                                                                                               | Stipulazioni                                                                                     | Durata |
| - | --------------------------------------------------------------------------------------------------- | ------------------------------------------------------------------------------------------------ | ------ |
| 1 | Bobby Roode ha sconfitto Kurt Angle                                                                 | 2-out-of-3 falls match                                                                           | 14:46  |
| 2 | ODB e Madison Rayne hanno sconfitto Gail Kim e Lei'D Tapa                                           | tag team match                                                                                   | 05:46  |
| 3 | Magnus ha sconfitto Jeff Hardy (con l'aiuto di Rockstar Spud) che ha fatto cadere Hardy dalla scala | Dixieland match nella finale del torneo per il titolo vacante TNA World Heavyweight Championship | 17:42  |